# Ansco Dokkum
Ansco Jan Heeble (Ansco) Dokkum (Sneek, 9 mei 1904 - Amsterdam, 30 december 1985) was een Nederlands roeier en zeiler. Tweemaal nam hij deel aan de Olympische Spelen, maar won bij die gelegenheid geen medaille.
Op de Olympische Spelen van 1928 in Amsterdam nam hij op 24-jarige leeftijd deel aan de vier zonder stuurman. De olympisch roeiwedstrijden plaats op het kanaal van Sloten over een recht stuk van 3000 meter. De roeiwedstrijden vonden plaats op de Ringvaart bij Sloten, omdat de Amstel was afgekeurd door de Internationale Roeibond FISA. De wedstrijdbaan van 2000 m was vrij smal en hierdoor was het olympische programma verlengd. Totaal was er 3000m rechte baan beschikbaar, zodat ook extra oefenwater beschikbaar was. Via een speciaal systeem met repèchages waren ploegen niet direct uitgeschakeld, maar konden zich middels een herkansing alsnog kwalificeren voor de halve finale. De Nederlandse vier zonder stuurman verloor in de series van Italië en was uitgeschakeld doordat het ook in de herkansing verloor van Duitsland.
Acht jaar later nam hij als zeiler deel aan de Olympische Spelen van 1936 in Berlijn. Met het schip "DeRuyter" behaalde de Nederlandse ploeg 42 punten in de zes meter klasse. Hiermee eindigde ze op achtste plaats overall.
Dokkum was in zijn actieve tijd aangesloten bij studentenroeivereniging ASR Nereus in Amsterdam. Van beroep was hij arts. In 1968 was hij op de Olympische Spelen in Mexico-Stad "chef de mission" van de Nederlandse ploeg.

## Palmares

### roeien (vier zonder stuurman)
- 1928: 2e in de herkansing OS - 7.30,2

### zeilen (zes meter klasse)
- 1936: 8e OS - 42 punten

Simon Bon · 
Ansco Dokkum · 
Paul Maasland · 
Egbertus Waller
Joop Carp (stuurman) · 
Ansco Dokkum · 
Kees Jonker · 
Herman Looman · 
Ernst Moltzer